# Povlje
Povlje so naselje v Mestni občini Kranj. Ležijo nekaj kilometrov iz centra Kranja pod Tolstim vrhom in Storžičem. Iz samega naselja je lep razgled na Kranj z okolico in še dlje proti Škofjeloškemu hribovju ter Ljubljani. Iz Povelj vodi tudi označena pešpot na planine Malo in Veliko poljano ter Javornik. Ob delavnikih je naselje (križišče v vas) povezano s Kranjem z redno Arrivino avtobusno linijo.